# Juno Reactor
Juno Reactor – brytyjska grupa założona w roku 1990 tworząca psychedelic- i goa trance, w której skład wchodzą Ben Watkins oraz Mike Maguire.
Grupa znana jest z barwnych koncertów-performance’ów, w czasie których na żywo występują współpracujące z grupą zespoły oraz instrumentaliści. Skład muzyków współpracujących z grupą nie jest stały i ciągle się zmienia. Wśród nich wymienić można takich artystów jak: perkusista Mabi Thobejane, południowoafrykański zespół Amampondo, Eduardo Niebla, Steve Stevens, Greg Ellis, Taz Alexander, Ghetto Priest oraz Jasmin Lewi.
Muzyka tworzona przez zespół jest połączeniem muzyki elektronicznej z instrumentalną i symfoniczną często współgrającą z chórem i egzotycznym wokalem. Grupa łączy takie gatunki muzyczne jak psychedelic- i goa trance z world music (muzyką etniczną) i poważną.
Album Transmissions wydany w 1993 roku jest uznawany za pierwszy w pełni goa trance'owy. Stał się wzorem dla innych twórców tego nurtu muzyki elektronicznej. Grupa stworzyła bądź współtworzyła ścieżki dźwiękowe do wielu znanych filmów, m.in.: Matrix Reaktywacja, Matrix Rewolucje, Brave Story, Pewnego razu w Meksyku: Desperado 2, Mortal Kombat czy Texhnolyze.

## Dyskografia

### Albumy studyjne
- 1993 – Transmissions
- 1994 – Lu.Ci-Ana
- 1995 – Beyond the Infinite
- 1997 – Bible of Dreams
- 2000 – Shango
- 2004 – Labyrinth
- 2008 – Gods & Monsters
- 2013 – The Golden Sun of the Great East

### Albumy remiksowe
- 2011 – Inside the Reactor
- 2012 – „From the Land of the Rising Sun”: Inside the Reactor II
- 2012 – Inside the Reactor II.I

### Single
Uwaga! W poniższym zestawieniu (jak i w poszczególnych artykułach) nie uwzględniono dwóch wydawnictw: Juno Reactor/Cubanate – The Journey Kontinues/Oxyacetylene (1996) oraz singla Nitrogen 1 & 2 (2000), który został wydany tylko na płycie winylowej!
- 1993 Laughing Gas
- 1994 High Energy Protons
- 1995 Guardian Angel
- 1996 Samurai
- 1996 Conga Fury
- 1997 Jungle High
- 1997 God Is God
- 1999 Pistolero
- 2001 Masters of the Universe
- 2002 Hotaka
- 2003 Zwara
- 2009 Song to the Siren
- 2009 Fear Not (Juno Reactor vs. Laibach)

### Kompilacje
- 2002 Odyssey (1992-2002)

### Albumy koncertowe
- 2002 Shango Tour 2001 Tokyo (Live in Tokyo) (DVD)
- 2005 Live in Tokyo (DVD)
- 2007 Audio Visual Experience (DVD)

### Ścieżki dźwiękowe
- 2006 Brave Story

## Muzyka filmowa
Ben Watkins wraz z zespołem był kompozytorem w takich filmach jak:
- Beowulf (1999)
- Brave Story (2006)
- Genius Party (2007)

Poza tym grupa stworzyła ścieżkę dźwiękową do Brave Story oraz współtworzyła ścieżki dźwiękowe do takich filmów jak:
- Matrix Reaktywacja
  - utwór Teahouse[1]
  - utwór Burly Brawl[2]
  - utwór Mona Lisa Overdrive[2]
- Matrix Rewolucje
  - utwór The Trainman Cometh[2]
  - utwór Tetsujin[2]
  - utwór Navras[2]

Utwory formacji pojawiły się także na ścieżkach dźwiękowych takich filmów jak:
- Mortal Kombat (1995) (utwór Control (Juno Reactor Instrumental)[3])
- Zabójcza perfekcja (1995) (utwory Samurai i Fallen Angel[4])
- Odjazd (1997) (utwór Guardian Angel)
- Mortal Kombat 2: Unicestwienie (1997) (utwór Conga Fury)
- Słodkie i ostre (2001) (utwór Pistolero)
- Pewnego razu w Meksyku: Desperado 2 (2003) (utwór Pistolero)
- Animatrix (2003)
  - Ostatni lot Ozyrysa: utwór Conga Fury
  - Historia ucznia: utwór Masters of the Universe
- Texhnolyze (2003) (utwór Guardian Angel)
- Secuestro express (2005) (utwór War Dogs)